# Juez presidente

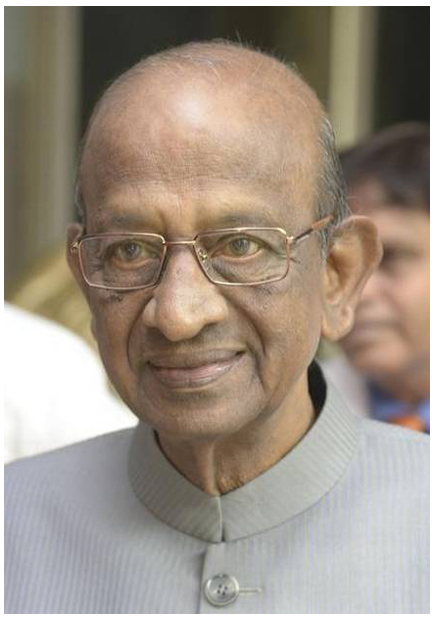
Justice P.R. Gokulakrishnan, Juez Presidente jubilado de la Corte de Justicia de Gujarat y expresidente del Tribunal Supremo de Madras.

Juez presidente (en inglés Chief Justice) es la denominación utilizada para designar al juez o magistrado que preside la Corte Suprema en la mayoría de los países con sistemas jurídicos basados o influenciados por el Derecho anglosajón, tales como Canadá, Estados Unidos, India, Irlanda, o en sus provincias o estados. En Inglaterra, Gales e Irlanda del Norte, el título equivalente es Lord Chief Justice, y en Escocia es Lord President of the Court of Session.
El juez presidente puede ser nombrado en el puesto a través de diversos mecanismos, incluso requiriendo la intervención de otros órganos del Estado. En muchos países, el ejercicio de la presidencia es comúnmente otorgada a los jueces de mayor antigüedad del respectivo tribunal.
Habitualmente tiene asignada la función de dirección y administración del tribunal.
En los países de Derecho continental la denominación equivalente es Presidente de la Corte Suprema, también llamado «magistrado presidente» o «ministro presidente» de la Corte Suprema.

## Jueces presidentes
- Juez presidente de Australia
- Juez presidente de Canadá
- Presidente de la Corte Suprema de los Estados Unidos
- Juez presidente de Filipinas
- Juez presidente de Fiyi
- Juez presidente de India
- Juez presidente de Irlanda
- Juez presidente de Malasia
- Juez presidente de Nueva Zelanda
- Juez presidente de Pakistán
- Juez presidente de Singapur
- Juez presidente de Sudáfrica

- Datos: Q3188089
- Multimedia: Chief justices / Q3188089